# Großer Preis von Belgien 1973
Der Große Preis von Belgien 1973 (offiziell XXXI GROTE PRIJS VAN BELGIE) fand am 20. Mai auf dem Circuit Zolder in Zolder-Terlaemen statt und war das fünfte Rennen der Automobil-Weltmeisterschaft 1973. Das Rennen hatte auch den FIA-Ehrentitel Großer Preis von Europa.

## Berichte

### Hintergrund
Erstmals sollte der belgische Grand Prix in Zolder ausgetragen werden. Während einer Streckenbesichtigung im Vorfeld wurde von Mitgliedern der GPDA der Asphalt bemängelt. Der Veranstalter entschloss sich daraufhin, diesen bis zum Rennwochenende zu erneuern.
Zu dem Fahrerfeld, das bereits drei Wochen zuvor beim Großen Preis von Spanien am Start gewesen war, gesellte sich Chris Amon am Steuer einer überarbeiteten Version des Rennwagens des italienischen Herstellers Tecno.

### Training
Während des Freitags-Trainings brach der neue und noch nicht vollständig ausgehärtete Asphalt mehrfach auf. In der Nacht zum Samstag mussten entsprechende Ausbesserungsarbeiten durchgeführt werden. Die GPDA drohte damit, den Grand Prix zu boykottieren, falls die Probleme nicht vollständig beseitigt würden. Während der Trainingseinheiten am Samstag stellte sich schließlich heraus, dass die Strecke problemlos zu befahren war.
Ronnie Peterson qualifizierte sich bereits zum dritten Mal in dieser Saison im Lotus 72 für die Pole-Position. Er teilte sich die erste Reihe mit Denis Hulme im McLaren M23. Dahinter startete der einzige teilnehmende Ferrari-Pilot Jacky Ickx vor François Cevert auf Tyrrell, Jean-Pierre Beltoise im BRM P160 und Jackie Stewart im zweiten Tyrrell.

### Rennen
Peterson konnte seine Pole zunächst in eine Führung umsetzten, wurde aber bereits in der zweiten Runde von Cevert überholt, der sich daraufhin etwas vom Rest des Feldes absetzen konnte. Es folgten Ickx, Hulme und Carlos Reutemann.
Wenig später rutschte Hulme kurz von der Strecke und verlor den Anschluss an die Spitze. Er war auf Öl geraten, das aus dem Motor von Ickx ausgetreten war. Wenig später musste der Belgier wegen dieses Schadens aufgeben. Reutemann befand sich daraufhin auf dem dritten Rang, den er halten konnte, bis er in der 15. Runde wegen eines Motorschadens ausfiel.
Emerson Fittipaldi und Stewart holten auf die Spitze auf. In Runde 18 überholte Emerson Fittipaldi zunächst seinen Teamkollegen Peterson. Als sich Cevert kurz darauf drehte, konnte der Brasilianer die Führung übernehmen. Fünf Runden später wurde er jedoch von Stewart von dieser Position verdrängt.
In der Schlussphase des Rennens hatte Emerson Fittipaldi zunehmend mit Benzindruck-Problemen zu kämpfen. Er musste daraufhin Cevert passieren lassen, der somit einen Tyrrell-Doppelsieg sicherstellte. Hinter Emerson Fittipaldi kamen Andrea de Adamich, Niki Lauda und Amon ins Ziel und sicherten sich jeweils ihre ersten WM-Punkte in dieser Saison.

## Meldeliste
| Team                           | Nr. | Fahrer               | Chassis          | Motor                    | Reifen |
| ------------------------------ | --- | -------------------- | ---------------- | ------------------------ | ------ |
| John Player Team Lotus         | 01  | Emerson Fittipaldi   | Lotus 72E        | Ford Cosworth DFV 3.0 V8 | G      |
| John Player Team Lotus         | 02  | Ronnie Peterson      | Lotus 72E        | Ford Cosworth DFV 3.0 V8 | G      |
| Scuderia Ferrari SpA SEFAC     | 03  | Jacky Ickx           | Ferrari 312B3    | Ferrari 001/11 3.0 F12   | G      |
| Elf Team Tyrrell               | 05  | Jackie Stewart       | Tyrrell 006      | Ford Cosworth DFV 3.0 V8 | G      |
| Elf Team Tyrrell               | 06  | François Cevert      | Tyrrell 006      | Ford Cosworth DFV 3.0 V8 | G      |
| Yardley Team McLaren           | 07  | Denis Hulme          | McLaren M23      | Ford Cosworth DFV 3.0 V8 | G      |
| Yardley Team McLaren           | 08  | Peter Revson         | McLaren M23      | Ford Cosworth DFV 3.0 V8 | G      |
| Ceramica Pagnossin Team        | 09  | Andrea de Adamich    | Brabham BT37     | Ford Cosworth DFV 3.0 V8 | G      |
| Motor Racing Developments      | 10  | Carlos Reutemann     | Brabham BT42     | Ford Cosworth DFV 3.0 V8 | G      |
| Motor Racing Developments      | 11  | Wilson Fittipaldi    | Brabham BT42     | Ford Cosworth DFV 3.0 V8 | G      |
| Embassy Racing                 | 12  | Graham Hill          | Shadow DN1       | Ford Cosworth DFV 3.0 V8 | G      |
| STP March Racing Team          | 14  | Jean-Pierre Jarier   | March 731        | Ford Cosworth DFV 3.0 V8 | G      |
| Clarke-Mordaunt-Guthrie Racing | 15  | Mike Beuttler        | March 731        | Ford Cosworth DFV 3.0 V8 | G      |
| UOP Shadow Racing Team         | 16  | George Follmer       | Shadow DN1       | Ford Cosworth DFV 3.0 V8 | G      |
| UOP Shadow Racing Team         | 17  | Jackie Oliver        | Shadow DN1       | Ford Cosworth DFV 3.0 V8 | G      |
| Marlboro B.R.M.                | 19  | Clay Regazzoni       | BRM P160E        | BRM P142 3.0 V12         | F      |
| Marlboro B.R.M.                | 20  | Jean-Pierre Beltoise | BRM P160E        | BRM P142 3.0 V12         | F      |
| Marlboro B.R.M.                | 21  | Niki Lauda           | BRM P160E        | BRM P142 3.0 V12         | F      |
| Martini Racing Team            | 22  | Chris Amon           | Tecno PA123/6    | Tecno Series-P 3.0 F12   | F      |
| Brooke Bond Oxo Team Surtees   | 23  | Mike Hailwood        | Surtees TS14A    | Ford Cosworth DFV 3.0 V8 | F      |
| Brooke Bond Oxo Team Surtees   | 24  | Carlos Pace          | Surtees TS14A    | Ford Cosworth DFV 3.0 V8 | F      |
| Frank Williams Racing Cars     | 25  | Howden Ganley        | Iso-Marlboro IR2 | Ford Cosworth DFV 3.0 V8 | F      |
| Frank Williams Racing Cars     | 26  | Nanni Galli          | Iso-Marlboro IR1 | Ford Cosworth DFV 3.0 V8 | F      |

## Klassifikationen

### Startaufstellung
| Pos. | Fahrer               | Konstrukteur | Zeit    | Ø-Geschwindigkeit | Start |
| ---- | -------------------- | ------------ | ------- | ----------------- | ----- |
| 01   | Ronnie Peterson      | Lotus-Ford   | 1:22,46 | 184,278 km/h      | 01    |
| 02   | Denis Hulme          | McLaren-Ford | 1:23,00 | 183,080 km/h      | 02    |
| 03   | Jacky Ickx           | Ferrari      | 1:23,10 | 182,859 km/h      | 03    |
| 04   | François Cevert      | Tyrrell-Ford | 1:23,22 | 182,596 km/h      | 04    |
| 05   | Jean-Pierre Beltoise | B.R.M.       | 1:23,25 | 182,530 km/h      | 05    |
| 06   | Jackie Stewart       | Tyrrell-Ford | 1:23,28 | 182,464 km/h      | 06    |
| 07   | Carlos Reutemann     | Brabham-Ford | 1:23,34 | 182,333 km/h      | 07    |
| 08   | Carlos Pace          | Surtees-Ford | 1:23,34 | 182,333 km/h      | 08    |
| 09   | Emerson Fittipaldi   | Lotus-Ford   | 1:23,44 | 182,114 km/h      | 09    |
| 10   | Peter Revson         | McLaren-Ford | 1:23,52 | 181,940 km/h      | 10    |
| 11   | George Follmer       | Shadow-Ford  | 1:23,86 | 181,202 km/h      | 11    |
| 12   | Clay Regazzoni       | B.R.M.       | 1:23,91 | 181,094 km/h      | 12    |
| 13   | Mike Hailwood        | Surtees-Ford | 1:23,96 | 180,986 km/h      | 13    |
| 14   | Niki Lauda           | B.R.M.       | 1:24,51 | 179,808 km/h      | 14    |
| 15   | Chris Amon           | Tecno        | 1:24,79 | 179,215 km/h      | 15    |
| 16   | Jean-Pierre Jarier   | March-Ford   | 1:24,83 | 179,130 km/h      | 16    |
| 17   | Nanni Galli          | Iso-Ford     | 1:24,89 | 179,003 km/h      | 17    |
| 18   | Andrea de Adamich    | Brabham-Ford | 1:25,28 | 178,185 km/h      | 18    |
| 19   | Wilson Fittipaldi    | Brabham-Ford | 1:25,57 | 177,581 km/h      | 19    |
| 20   | Mike Beuttler        | March-Ford   | 1:25,77 | 177,167 km/h      | 20    |
| 21   | Howden Ganley        | Iso-Ford     | 1:26,68 | 175,307 km/h      | 21    |
| 22   | Jackie Oliver        | Shadow-Ford  | 1:28,12 | 172,442 km/h      | 22    |
| 23   | Graham Hill          | Shadow-Ford  | 1:30,45 | 168,000 km/h      | 23    |

### Rennen
| Pos. | Fahrer               | Konstrukteur | Runden | Stopps | Zeit       | Start | Schnellste Runde |
| ---- | -------------------- | ------------ | ------ | ------ | ---------- | ----- | ---------------- |
| 01   | Jackie Stewart       | Tyrrell-Ford | 70     | 0      | 1:42:13,43 | 06    |                  |
| 02   | François Cevert      | Tyrrell-Ford | 70     | 0      | + 31,84    | 04    | 1:25,42 (28.)    |
| 03   | Emerson Fittipaldi   | Lotus-Ford   | 70     | 0      | + 2:02,79  | 09    |                  |
| 04   | Andrea de Adamich    | Brabham-Ford | 69     | 0      | + 1 Runde  | 18    |                  |
| 05   | Niki Lauda           | B.R.M.       | 69     | 0      | + 1 Runde  | 14    |                  |
| 06   | Chris Amon           | Tecno        | 67     | 0      | + 3 Runden | 15    |                  |
| 07   | Denis Hulme          | McLaren-Ford | 67     | 1      | + 3 Runden | 02    |                  |
| 08   | Carlos Pace          | Surtees-Ford | 66     | 0      | + 4 Runden | 08    |                  |
| 09   | Graham Hill          | Shadow-Ford  | 65     | 0      | + 5 Runden | 23    |                  |
| 10   | Clay Regazzoni       | B.R.M.       | 63     | 1      | DNF        | 12    |                  |
| 11   | Mike Beuttler        | March-Ford   | 63     | 0      | DNF        | 20    |                  |
| –    | Jean-Pierre Jarier   | March-Ford   | 60     | 0      | DNF        | 16    |                  |
| –    | Jean-Pierre Beltoise | B.R.M.       | 56     | 0      | NC         | 05    |                  |
| –    | Wilson Fittipaldi    | Brabham-Ford | 46     | 0      | DNF        | 19    |                  |
| –    | Ronnie Peterson      | Lotus-Ford   | 42     | 0      | DNF        | 01    |                  |
| –    | Peter Revson         | McLaren-Ford | 33     | 0      | DNF        | 10    |                  |
| –    | Howden Ganley        | Iso-Ford     | 16     | 0      | DNF        | 21    |                  |
| –    | Carlos Reutemann     | Brabham-Ford | 14     | 0      | DNF        | 07    |                  |
| –    | George Follmer       | Shadow-Ford  | 13     | 0      | DNF        | 11    |                  |
| –    | Jackie Oliver        | Shadow-Ford  | 11     | 0      | DNF        | 22    |                  |
| –    | Jacky Ickx           | Ferrari      | 6      | 0      | DNF        | 03    |                  |
| –    | Nanni Galli          | Iso-Ford     | 6      | 0      | DNF        | 17    |                  |
| –    | Mike Hailwood        | Surtees-Ford | 4      | 0      | DNF        | 13    |                  |

## WM-Stände nach dem Rennen
Die ersten sechs des Rennens bekamen 9, 6, 4, 3, 2 bzw. 1 Punkt(e). In der Konstrukteurswertung zählten nur die Punkte des bestplatzierten Fahrers eines Teams. Es zählten nur die besten sieben Ergebnisse aus den ersten acht Rennen und die besten sechs aus den letzten sieben Rennen.

### Fahrerwertung
| Pos. | Fahrer               | Konstrukteur                | Punkte |
| ---- | -------------------- | --------------------------- | ------ |
| 01   | Emerson Fittipaldi   | Lotus-Ford                  | 35     |
| 02   | Jackie Stewart       | Tyrrell-Ford                | 28     |
| 03   | François Cevert      | Tyrrell-Ford                | 18     |
| 04   | Peter Revson         | McLaren-Ford                | 9      |
| 05   | Denis Hulme          | McLaren-Ford                | 9      |
| 06   | Arturo Merzario      | Ferrari                     | 6      |
| 07   | George Follmer       | Shadow-Ford                 | 5      |
| 08   | Jacky Ickx           | Ferrari                     | 5      |
| 09   | Andrea de Adamich    | Surtees-Ford / Brabham-Ford | 3      |
| 10   | Jean-Pierre Beltoise | B.R.M.                      | 2      |
| 11   | Niki Lauda           | B.R.M.                      | 2      |
| 12   | Wilson Fittipaldi    | Brabham-Ford                | 1      |
| 13   | Clay Regazzoni       | B.R.M.                      | 1      |
| 14   | Chris Amon           | Tecno                       | 1      |
| 15   | Mike Beuttler        | March-Ford                  | 0      |

| Pos. | Fahrer             | Konstrukteur | Punkte |
| ---- | ------------------ | ------------ | ------ |
| 16   | Howden Ganley      | Iso-Ford     | 0      |
| 17   | Carlos Reutemann   | Brabham-Ford | 0      |
| 18   | Henri Pescarolo    | March-Ford   | 0      |
| 19   | Carlos Pace        | Surtees-Ford | 0      |
| 20   | Nanni Galli        | Iso-Ford     | 0      |
| 21   | Jody Scheckter     | McLaren-Ford | 0      |
| 22   | Graham Hill        | Shadow-Ford  | 0      |
| 23   | Luiz Bueno         | Surtees-Ford | 0      |
| –    | Jean-Pierre Jarier | March-Ford   | 0      |
| –    | Ronnie Peterson    | Lotus-Ford   | 0      |
| –    | Mike Hailwood      | Surtees-Ford | 0      |
| –    | Eddie Keizan       | Tyrrell-Ford | 0      |
| –    | Jackie Pretorius   | Iso-Ford     | 0      |
| –    | Jackie Oliver      | Shadow-Ford  | 0      |
| –    | Dave Charlton      | Lotus-Ford   | 0      |

### Konstrukteurswertung
| Pos. | Konstrukteur | Punkte |
| ---- | ------------ | ------ |
| 01   | Tyrrell-Ford | 36     |
| 02   | Lotus-Ford   | 35     |
| 03   | McLaren-Ford | 15     |
| 04   | Ferrari      | 9      |
| 05   | Shadow-Ford  | 5      |
| 06   | B.R.M.       | 5      |

| Pos. | Konstrukteur | Punkte |
| ---- | ------------ | ------ |
| 07   | Brabham-Ford | 4      |
| 08   | Tecno        | 1      |
| 09   | March-Ford   | 0      |
| 10   | Iso-Ford     | 0      |
| 11   | Surtees-Ford | 0      |